# Brookside Village, Texas
Brookside Village là một thành phố thuộc quận Brazoria, tiểu bang Texas, Hoa Kỳ. Năm 2010, dân số của xã này là 1523 người.

## Dân số
- Dân số năm 2000: 1960 người.
- Dân số năm 2010: 1523 người.